# Rio Drăghiciul
O Rio Drăghiciul é um rio da Romênia, afluente do Râul Târgului, localizado no distrito de Argeş.